# Danh sách tòa nhà cao nhất ở Barcelona

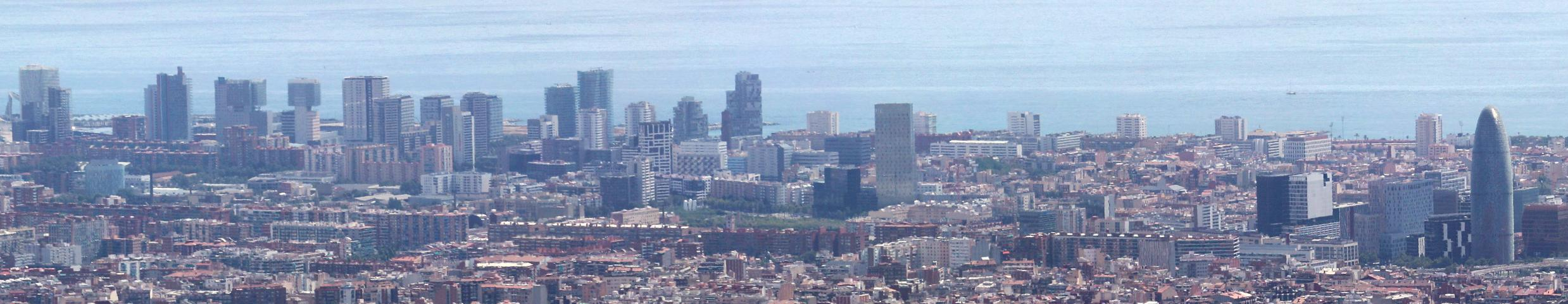
Khu thương mại 22@ ở quận Diagonal Mar, Barcelona.

Barcelona là thủ phủ của Catalunya, thành phố lớn nhất Tây Ban Nha và một trong 6 khu vực đô thị lớn nhất liên minh châu Âu.

## Các tòa nhà cao nhất
Danh sách này bao gồm các tòa nhà cao trên 70 mét ở thành phố Barcelona và khu vực đô thị lân cận.
| Xếp hạng | Tên                                      | Hình ảnh                                        | Chiều cao m (ft) | Số tầng | Năm           | Sử dụng                 | Địa điểm đô thị quận                           |
| -------- | ---------------------------------------- | ----------------------------------------------- | ---------------- | ------- | ------------- | ----------------------- | ---------------------------------------------- |
| 1=       | Hotel Arts                               |                                                 | 154 m (505 ft)   | 44      | 1992          | Khách sạn               | Barcelona Ciutat Vella                         |
| 1=       | Torre Mapfre                             |                                                 | 154 m (505 ft)   | 43      | 1992          | Văn phòng               | Barcelona Ciutat Vella                         |
| 3        | Torre La Sagrera                         |                                                 | 148 m (486 ft)   | 36      | Đang xây dựng | Văn phòng / Khách sạn   | Barcelona Sant Andreu                          |
| 4        | Torre Agbar                              |                                                 | 144 m (472 ft)   | 34      | 2004          | Văn phòng               | Barcelona Sant Martí (district)                |
| 5        | Habitat Sky (ME Barcelona)               |                                                 | 116 m (381 ft)   | 31      | 2008          | Khách sạn               | Barcelona Sant Martí (district)                |
| 6        | Hotel Porta Fira                         | Tập tin:Barcelona 2010 August 005 Khách sạn.JPG | 113 m (371 ft)   | 26      | 2010          | Khách sạn               | L'Hospitalet de Llobregat Granvia l'Hospitalet |
| 7        | Torre Realia BCN                         | Tập tin:Barcelona 2010 August 005 Khách sạn.JPG | 112 m (367 ft)   | 24      | 2009          | Văn phòng               | L'Hospitalet de Llobregat Granvia l'Hospitalet |
| 8=       | Diagonal Zero Zero                       |                                                 | 110 m (361 ft)   | 24      | 2009          | Văn phòng               | Barcelona Sant Martí (district)                |
| 8=       | Edificio Colón                           |                                                 | 110 m (361 ft)   | 28      | 1970          | Văn phòng               | Barcelona Ciutat Vella                         |
| 10       | Hotel Barcelona Princess                 |                                                 | 109 m (358 ft)   | 26      | 2004          | Khách sạn               | Barcelona Sant Martí (district)                |
| 11       | Torre Puig                               |                                                 | 109 m (358 ft)   | 22      | 2014          | Khách sạn               | L'Hospitalet de Llobregat Bellvitge            |
| 11=      | Hesperia Tower                           |                                                 | 105 m (344 ft)   | 28      | 2006          | Khách sạn               | L'Hospitalet de Llobregat Bellvitge            |
| 11=      | Renaissance Barcelona Fira Khách sạn     |                                                 | 105 m (344 ft)   | 26      | 2011          | Khách sạn               | L'Hospitalet de Llobregat Granvia l'Hospitalet |
| 13=      | Torre Inbisa                             |                                                 | 104 m (341 ft)   | 25      | 2010          | Văn phòng               | L'Hospitalet de Llobregat Granvia l'Hospitalet |
| 13=      | Torre Werfen (Torre Werfen)              |                                                 | 104 m (341 ft)   | 25      | 2009          | Văn phòng               | L'Hospitalet de Llobregat Granvia l'Hospitalet |
| 15       | Hotel Torre Catalunya                    |                                                 | 100 m (328 ft)   | 25      | 1970          | Khách sạn               | Barcelona Sants-Montjuïc                       |
| 16=      | Illa del Mar 1                           |                                                 | 99 m (325 ft)    | 29      | 2008          | Khu dân cư              | Barcelona Sant Martí (district)                |
| 16=      | W Barcelona (Hotel Vela)                 |                                                 | 99 m (325 ft)    | 29      | 2009          | Khách sạn               | Barcelona Ciutat Vella                         |
| 18       | World Trade Center Almeda Park           |                                                 | 94 m (308 ft)    | 28      | Đang xây dựng | Khách sạn               | Cornellà de Llobregat Alameda Parc             |
| 19=      | Cambra de Comerç                         |                                                 | 91 m (299 ft)    | 22      | Đang xây dựng | Văn phòng               | Barcelona Sant Martí (district)                |
| 19=      | Porta Firal A                            |                                                 | 91 m (299 ft)    | 25      | Đang xây dựng |                         | Barcelona Sants-Montjuïc                       |
| 19=      | Porta Firal B                            |                                                 | 91 m (299 ft)    | 25      | Đang xây dựng |                         | Barcelona Sants-Montjuïc                       |
| 19=      | Porta Firal C                            |                                                 | 91 m (299 ft)    | 25      | Đang xây dựng |                         | Barcelona Sants-Montjuïc                       |
| 23       | Torre Millenium                          |                                                 | 90 m (295 ft)    | 22      | 2002          | Văn phòng               | Sabadell Eix Macià                             |
| 24       | Illa de la Llum 1                        |                                                 | 89 m (292 ft)    | 26      | 2005          | Residential             | Barcelona Sant Martí (district)                |
| 25=      | Consorci de la Zona Franca               |                                                 | 88 m (289 ft)    | 22      | 2005          | Văn phòng               | Barcelona Sant Martí (district)                |
| 25=      | Hotel AC Barcelona                       |                                                 | 88 m (289 ft)    | 22      | 2004          | Khách sạn               | Barcelona Sant Martí (district)                |
| 27=      | Edifici Gas Natural (Torre Mare Nostrum) |                                                 | 86 m (282 ft)    | 20      | 2005          | Văn phòng               | Barcelona Sant Martí (district)                |
| 27=      | Torre Nova Diagonal                      |                                                 | 86 m (282 ft)    | 22      | 2007          | Residential             | Barcelona Sant Martí (district)                |
| 29=      | Hilton Diagonal Mar Barcelona Khách sạn  |                                                 | 85 m (279 ft)    | 25      | 2004          | Khách sạn               | Barcelona Sant Martí (district)                |
| 29=      | La Caixa, Barcelona 1                    |                                                 | 85 m (279 ft)    | 26      | 1974          | Văn phòng               | Barcelona                                      |
| 31=      | Ferran Junoy 56-90                       |                                                 | 84 m (276 ft)    | 25      | Đang xây dựng |                         | Barcelona Sant Andreu                          |
| 31=      | Diagonal-Bilbao-Pere IV                  |                                                 | 84 m (276 ft)    |         | Đang xây dựng |                         | Barcelona Sant Martí (district)                |
| 33=      | Torre Banc de Sabadell                   |                                                 | 83 m (272 ft)    | 23      | 1969          | Văn phòng               | Barcelona                                      |
| 33=      | Melia Barcelona Khách sạn                |                                                 | 83 m (272 ft)    | 23      | 1972          | Khách sạn               | Barcelona Les Corts (district)                 |
| 35=      | Edificio Grupo Godó                      |                                                 | 82 m (269 ft)    | 24      | 1970          | Văn phòng               | Barcelona                                      |
| 35=      | Paddock Bulevard                         |                                                 | 82 m (269 ft)    | 20      | 1998          | Văn phòng               | Sabadell Eix Macià                             |
| 37       | Hotel Princesa Sofia                     |                                                 | 79 m (259 ft)    | 22      | 1975          | Khách sạn               | Barcelona                                      |
| 38=      | Edificio Tarragona                       |                                                 | 78 m (256 ft)    | 22      | 1998          | Văn phòng               | Barcelona Sants-Montjuïc                       |
| 38=      | Cubics I                                 |                                                 | 78 m (256 ft)    | 25      | 2010          | Residential             | Santa Coloma de Gramenet                       |
| 40=      | Edificio Allianz, Barcelona              |                                                 | 77 m (253 ft)    | 20      | 1993          | Văn phòng               | Barcelona Sants-Montjuïc                       |
| 40=      | Torre Núñez y Navarro                    |                                                 | 77 m (253 ft)    | 20      | 1993          | Văn phòng               | Barcelona Sants-Montjuïc                       |
| 40=      | Illa del Mar 2                           |                                                 | 77 m (253 ft)    | 23      | 2007          | Residential             | Barcelona Sant Martí (district)                |
| 40=      | Torre Macià                              |                                                 | 77 m (253 ft)    | 20      | 1970          |                         | Barcelona Les Corts (district)                 |
| 44       | Hospital de Bellvitge                    |                                                 | 76 m (249 ft)    | 22      | 1972          | Bệnh viện               | L'Hospitalet de Llobregat Bellvitge            |
| 45=      | Torres Europa 3                          |                                                 | 75 m (246 ft)    | 19      | 2009          | Residential             | L'Hospitalet de Llobregat Granvia l'Hospitalet |
| 45=      | Torres Europa 4                          |                                                 | 75 m (246 ft)    | 19      | 2009          | Residential             | L'Hospitalet de Llobregat Granvia l'Hospitalet |
| 45=      | Torres Europa 5                          |                                                 | 75 m (246 ft)    | 19      | 2009          | Residential             | L'Hospitalet de Llobregat Granvia l'Hospitalet |
| 45=      | Biopol Mar                               |                                                 | 75 m (246 ft)    | 16      | Đang xây dựng | Văn phòng               | L'Hospitalet de Llobregat Granvia l'Hospitalet |
| 49=      | Diagonal 197                             |                                                 | 72 m (236 ft)    | 19      | 2008          | Văn phòng               | Barcelona Sant Martí (district)                |
| 49=      | D199                                     |                                                 | 72 m (236 ft)    | 18      | 2009          | Văn phòng / Khách sạn   | Barcelona Sant Martí (district)                |
| 49=      | Torre RBA                                |                                                 | 72 m (236 ft)    | 18      | 2010          | Văn phòng               | Barcelona Sant Martí (district)                |
| 49=      | Torre 22@ Mediapro                       |                                                 | 72 m (236 ft)    | 18      | 2008          | Văn phòng               | Barcelona Sant Martí (district)                |
| 49=      | Porta Firal D                            |                                                 | 72 m (236 ft)    | 14      | Đang xây dựng |                         | Barcelona Sants-Montjuïc                       |
| 54=      | Edificio Atalaya                         |                                                 | 71 m (233 ft)    | 22      | 1971          | Văn phòng               | Barcelona Les Corts (district)                 |
| 54=      | Carrer Pau Casals 2                      |                                                 | 71 m (233 ft)    | 19      |               |                         | Vilassar de Mar                                |
| 56=      | Illa del Cel 1                           |                                                 | 70 m (230 ft)    | 22      | 2003          | Residential             | Barcelona Sant Martí (district)                |
| 56=      | Illa del Llac                            |                                                 | 70 m (230 ft)    | 22      | 2002          | Residential             | Barcelona Sant Martí (district)                |
| 56=      | Torre Urquinaona                         |                                                 | 70 m (230 ft)    | 21      | 1973          | Văn phòng / Residential | Barcelona Eixample                             |
| 56=      | Torre Meridiana                          |                                                 | 70 m (230 ft)    | 18      | 2006          | Văn phòng               | Barcelona Porta, Barcelona                     |
| 60       | Les Orenetes de l'Eix                    |                                                 | 70 m (230 ft)    | 20      | 2005          |                         | Sabadell Eix Macià                             |

- list not full

## Tòa nhà cao nhất đang được xây dựng, chấp thuận hay dự thảo
| Tên                   | Hình ảnh | Chiều cao m (ft) | Số tầng | Tình trạng             | Sử dụng                | Địa điểm đô thị quận       |
| --------------------- | -------- | ---------------- | ------- | ---------------------- | ---------------------- | -------------------------- |
| Cambra de Comerç      |          | 91 m (299 ft)    | 22      | Dự thảo                | Văn phòng              | Barcelona Sant Martí quận) |
| Torre Front Marítim   |          | 80 m (262 ft)    | 22      | Đã hoàn thành đấu thầu | Khu dân cư / Văn phòng | Mataró                     |
| Illa Central (Onze04) |          |                  | 23      | Đã hoàn thành đấu thầu | Văn phòng              | Badalona                   |

## Hình ảnh

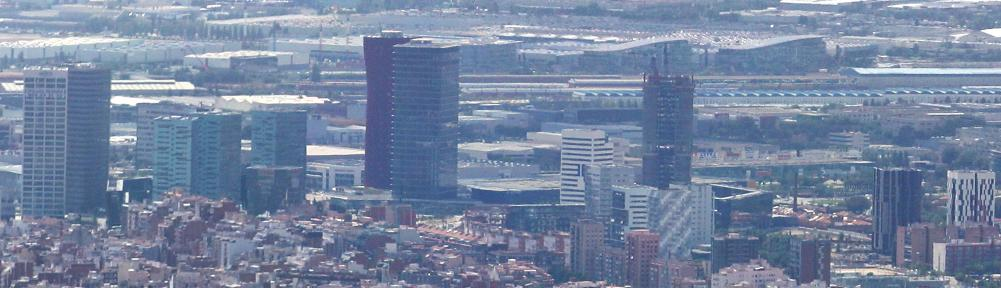
Trung tâm thương mại Gran Via (Barcelona) và các tòa nhà chọc trời từ bên trái: Torre Inbisa (màu trắng), Torre Werfen, Torres Europa, Hotel Porta Fira (màu đỏ), Torre Realia BCN, Renaissance Barcelona Fira Hotel.

|  |

|  |

## Cấu trúc cao nhất
| Xếp hạng | Tên                           | Sử dụng                    | Chiều cao (m) | Số tầng | Năm             | Đô thị              | Quận                |
| -------- | ----------------------------- | -------------------------- | ------------- | ------- | --------------- | ------------------- | ------------------- |
| 1        | Torre de Collserola           | Tòa nhà thông tin liên lạc | 288.80        | 13      | 1992            | Barcelona           | Sarrià-Sant Gervasi |
| 2        | Besòs thermal station         | Trạm năng lượng            | 200           | n/a     | 1970            | Sant Adrià de Besòs | La Marina del Besòs |
| 3        | Sagrada Família               | Nhà thờ                    | 172           | 3       | chưa hoàn thành | Barcelona           | Eixample            |
| 4        | Montjuïc Communications Tower | Tòa nhà thông tin liên lạc | 136           | --      | 1992            | Barcelona           | Sants-Montjuïc      |
| 5        | Torre Jaume I                 | Cột hỗ trợ trạm xe điện    | 107           | n/a     | 1931            | Barcelona           | Ciutat Vella        |

- Onde Cero Radio Mast. Guyed sử dụng bởi "Onde Cero" để phát sóng 540 kHz (41°28′19,04″B 2°12′50,84″Đ / 41,46667°B 2,2°Đ)